# Municipio de Santa Cruz Tacache de Mina
El municipio de Santa Cruz Tacache de Mina es uno de los 570 municipios en que se divide el estado mexicano de Oaxaca. Se encuentra en la Región Mixteca y su cabecera es la población del mismo nombre.

## Geografía
El municipio de Santa Cruz Tacache de Mina forma parte de la Región Mixteca y del distrito de Huajuapan, situados en el noroeste del territorio estatal. Tiene una extensión territorial de 27 636 kilómetros cuadrados y sus coordenadas geográficas extremas son 17°47′ - 17°51′ de latitud norte y 98°7′ - 98°13′ de longitud oeste. Su altitud fluctúa de 1700 a 1000 metros sobre el nivel del mar.
Sus límites corresponden al norte y al este con el municipio de Mariscala de Juárez, al sureste con el municipio de San Nicolás Hidalgo, al sur y al oeste con el municipio de Santiago Tamazola y al noroeste con el municipio de San Juan Cieneguilla.

## Demografía
La población total del municipio de acuerdo con el Censo de Población y Vivienda realizado en 2010 por el Instituto Nacional de Estadística y Geografía, es de 2 606 habitantes, de los que 1 235 son hombres y 1 371 son mujeres.
La densidad de población asciende a un total de 94.3 personas por kilómetro cuadrado.

### Localidades
El municipio se encuentra formado por solo dos localidades, su población de acuerdo al censo de 2010 son:
| Localidad                  | Población (2010) |
| -------------------------- | ---------------- |
| Santa Cruz Tacache de Mina | 2 125            |
| San José de la Pradera     | 481              |
| Total municipio            | 2 606            |

## Política
El gobierno del municipio de Santa Cruz Tacache de Mina es electo mediante el principio de partidos políticos, con en la gran mayoría de los municipios de México. El gobierno le corresponde al ayuntamiento, conformado por el presidente municipal, un síndico y el cabildo integrado por tres regidores y sus respectivos suplentes. Todos son electos mediante voto universal, directo y secreto para un periodo de tres años que pueden ser renovables para un periodo adicional inmediato.

### Representación legislativa
Para la elección de diputados locales al Congreso de Oaxaca y de diputados federales a la Cámara de Diputados federal, el municipio de Santa Cruz Tacache de Mina se encuentra integrado en los siguientes distritos electorales:
Local:
- Distrito electoral local de 6 de Oaxaca con cabecera en Heroica Ciudad de Huajuapan de León.[4]

Federal:
- Distrito electoral federal 6 de Oaxaca con cabecera en Heroica Ciudad de Tlaxiaco.[5]